# Casa Isabel Pomar
La casa Isabel Pomar és un edifici modernista situat al carrer de Girona, 86 de la Dreta de l'Eixample de Barcelona, catalogat com a Bé Cultural d'Interès Local.

## Història
Fou projectat per l'arquitecte Joan Rubió i Bellver el 1904, i construït entre aquesta data i 1906 per a Isabel Pomar, vídua de Pelegrí Pomés i Bordas, que l'usaria com a residència pròpia junt amb altres famílies sota règim de lloguer. L'any 1907 va ser considerat pel Concurs anual d'edificis artístics convocat per l'Ajuntament de Barcelona. Fou rehabilitat l'any 2012.

## Descripció
Comprèn planta baixa, planta principal, quatre pisos, golfes sota coberta a doble vessant i terrat transitable posterior.
La façana estructura les obertures en dos eixos verticals, formant una composició axial. La planta baixa s'obre al carrer per mitjà de dos portals de pedra corresponents a una botiga i a l'accés al vestíbul de la casa. Ambdós portals són coronats per arcs ogivals trencats sostinguts per mènsules de pedra i compartint, com a element de suport, una columna faixada i amb canaladures helicoidals. Damunt del capitell geomètric d'aquesta columna, una mènsula en forma de voluta sosté el pes visual de la gran tribuna del pis principal. Amb una particular volada esglaonada en tres plans, aquesta tribuna se sosté sobre un senzill sistema de perfils metàl·lics ornamentats amb relleus de ceràmica vidrada d'inspiració floral i vegetal. La peculiaritat d'aquesta tribuna rau en el fet que, lluny d'amagar l'estructura metàl·lica, la converteix en el principal reclam ornamental, a base de perfils helicoidals i gelosies que se superposen a l'esquemàtica barana de pedra que sostenen. Els finestrals d'aquesta tribuna, tancats amb vidre, presenten uns bells coronaments de regust gòtic, fets per mitjà de plaques de ceràmica vidrada en relleu de color verd.
A partir de la primera planta la façana es presenta revestida amb morters bicolors a imitació d'un carreuat que emmarca els balcons. L'interès d'aquests balcons també rau en el treball de forja i plafons ceràmics que defineixen les baranes i les volades.
El coronament de la façana esdevé un altre element singular, ja que presenta forma de gablet ornat de ganxets i acull un gran finestral amb una potent decoració a base de traceries gotitzants de pedra. Rere aquest gran finestral hi ha un estudi sota teulada resolta amb una interessant estructura d'encavallades de fusta. El vestíbul de la finca no presenta el mateix interès que la façana, deixant de banda l'arrimador de ceràmica vidrada motllurada i el cassetonat del sostre.